# Wallis und Futuna
Wallis und Futuna (französisch Wallis et Futuna; manchmal auch Uvea und Futuna) ist ein französisches Überseegebiet (Collectivité d’outre-mer) im südlichen Pazifik, das aus zwei zwischen Fidschi und Samoa gelegenen Inselgruppen besteht. Die Hauptstadt ist Mata Utu auf Uvea. Das Gebiet besteht aus den drei seit 1961 anerkannten Königreichen Uvea, Sigave und Alo.

## Geographie

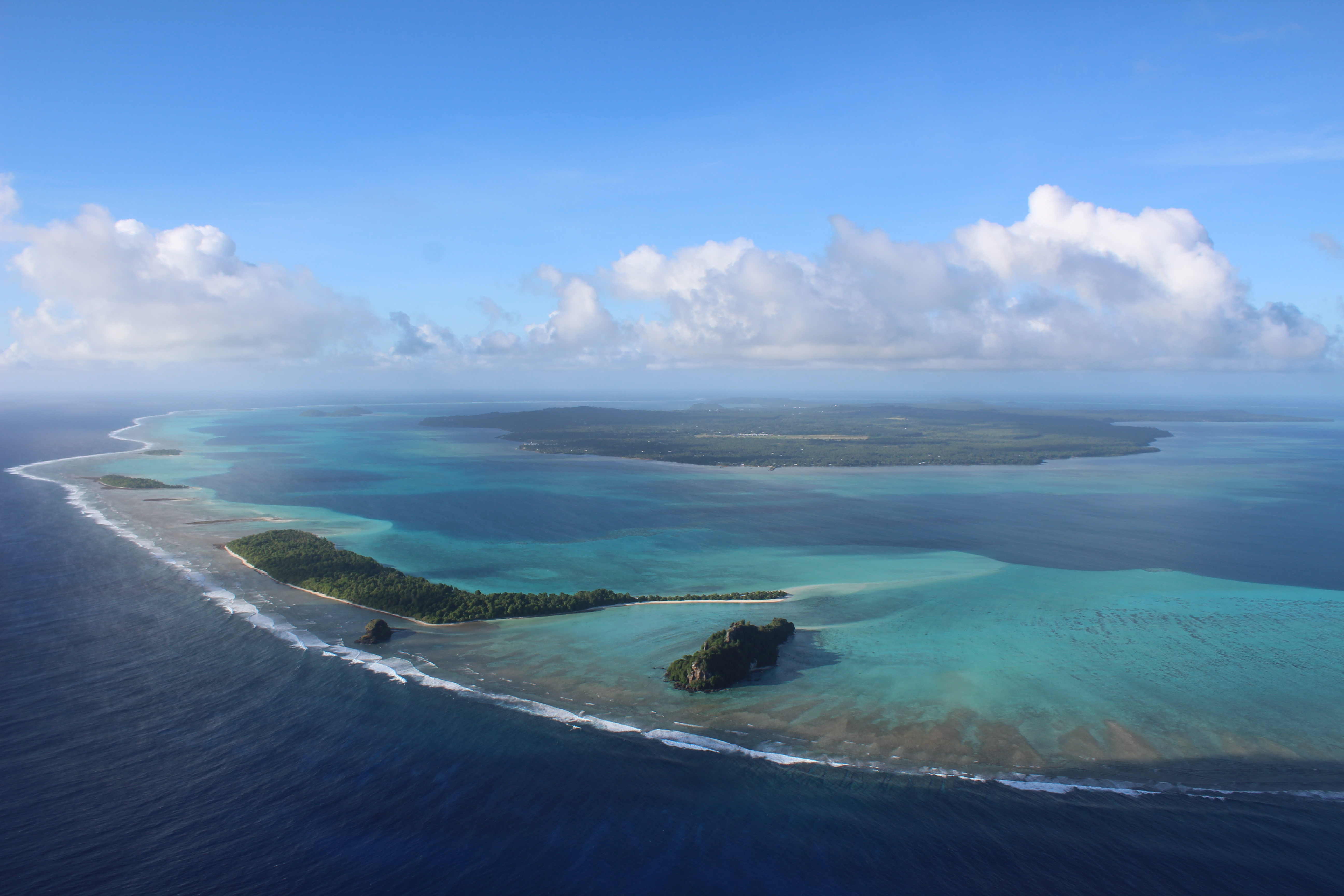
Luftaufnahme der Insel Wallis (Uvea)

Das Territorium umfasst die zwei Inselgruppen der Wallis-Inseln (frz. Îles Wallis) mit der Hauptinsel Uvea (frz. auch Wallis, wallisian. ʻUvea) im Nordosten und der Horn-Inseln (frz. Îles Horn) mit den Hauptinseln Futuna und Alofi im Südwesten.
Die beiden Inselgruppen liegen 225 km (Insel Uvea bis zur Insel Alofi) voneinander entfernt im südpazifischen Ozean bei etwa zwei Dritteln der Strecke zwischen Hawaii und Neuseeland und werden zu Polynesien gerechnet.
Die drei Hauptinseln, Futuna (46 km²), Alofi (18 km²) und Uvea (76 km²), sind vulkanischen Ursprungs und werden durch Gebirge geprägt. Der ursprünglich die Inseln zur Gänze bedeckende immergrüne Regenwald wurde durch Abholzung stark dezimiert, was zu Erosion und Bodenverschlechterung führte. 1992 existierten auf Wallis nur noch kleine Reste des primären Regenwaldes; auf Futuna waren noch 24 % und auf Alofi immerhin 60 % der Inselfläche davon bedeckt. Auf den entwaldeten Flächen breitet sich eine toafa genannte, der Macchie ähnliche, artenarme Vegetation aus, die hauptsächlich aus Kasuarinen, Schraubenbäumen und Farnen besteht. Die Insel Alofi ist wegen des Mangels an Süßwasser unbewohnt.
Die durch die komplexe Plattentektonik des Gebiets bedingte seismische Aktivität äußert sich in häufigen Erdbeben. Durch Seebeben im pazifischen Raum besteht außerdem die Gefahr von Tsunamis.
Alle Inseln weisen ein tropisches Klima auf. Von November bis April ist es heiß und regnerisch, von Mai bis Oktober geringfügig kühler und etwas trockener. Die Niederschläge betragen etwa 2500 bis 3000 Millimeter pro Jahr. Die Luftfeuchtigkeit liegt bei etwa 80 %, die Jahresdurchschnittstemperatur ist 26,6 °C. Von November bis April kommt es häufig zu Zyklonen. Im Dezember 2012 verursachte Zyklon Evan schwere Schäden auf Wallis.

## Bevölkerung
Von den 11.151 Einwohnern (Stand 1. Januar 2023) leben mehr als 70 % auf der Insel Wallis, knapp 30 % auf der Insel Futuna, Alofi ist nahezu unbevölkert. Die große Mehrheit der Bewohner sind Polynesier, eine kleine Minderheit sind Nachfahren französischer Einwanderer. Mehr als 16.000 Wallisianer und Futunianer leben als Auswanderer in Neukaledonien. Die Insulaner sprechen Französisch und Wallisianisch oder Futunisch, zwei polynesische Sprachen. Allerdings sprechen nur 10 % der Einwohner Französisch als erste (Mutter-)Sprache. Vor allem in den unteren Verwaltungseinheiten werden hauptsächlich Wallisianisch und Futunisch verwendet. 47 % der Bevölkerung über 14 Jahre verfügen über keinen Schulabschluss, 5,2 % haben keine Schule besucht. Die Einwohnerzahl ist von 14.944 im Jahr 2003 um jährlich rund 2 % auf 12.197 im Jahr 2013 und weiter auf 11.562 im Jahr 2018 zurückgegangen.

## Religion
Die ersten Maristen-Missionare kamen 1837 auf die Archipele. Heute gehören 98 % der Bevölkerung der römisch-katholischen Kirche an. Am 11. November 1935 wurde ein Apostolisches Vikariat errichtet, das am 21. Juni 1966 in den Rang einer Diözese erhoben wurde und der Erzdiözese Nouméa (Neukaledonien) als Suffraganbistum zugeordnet wurde. Die Diözese hat fünf Pfarreien, zehn Priester (neun Diözesanpriester, davon zwei in Frankreich, und ein Ordenspriester), fünf Laienbrüder, 40 Ordensschwestern und sechs Große Seminaristen. Bischof ist seit Juni 2005 der Franzose Ghislain de Rasilly SM. Die römisch-katholische Kirche hat einen großen Einfluss auf die Bevölkerung.

## Geschichte

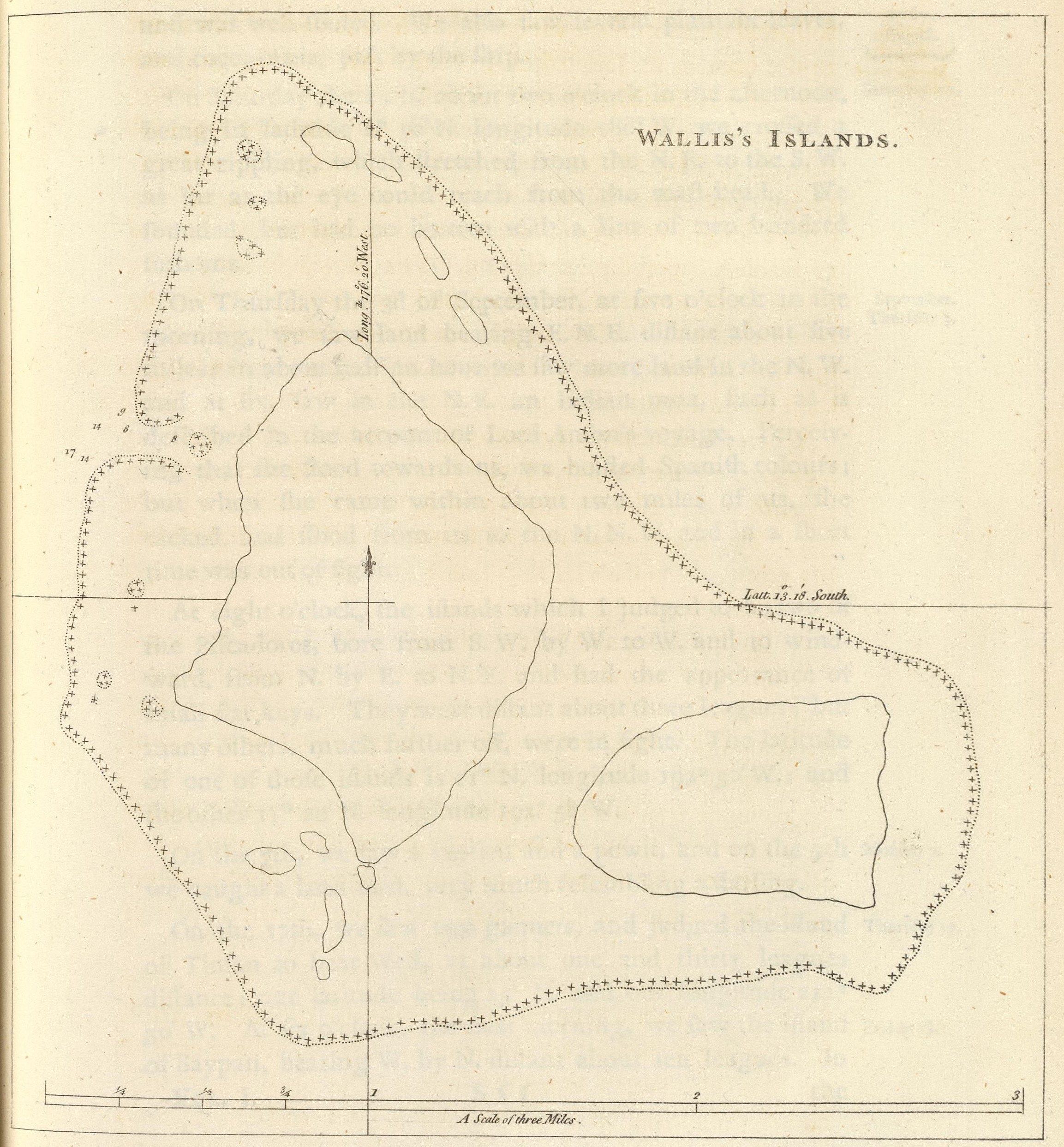
Die 1773 von Samuel Wallis gezeichnete, ungenaue Karte des Wallis-Archipels dürfte die erste Karte der Inseln gewesen sein.

Entdeckt wurden die Inseln Futuna und Alofi 1616 durch die Niederländer Jacob Le Maire und Willem Cornelisz Schouten, die diese als Horn-Inseln bezeichneten. 1767 entdeckte der englische Seefahrer Samuel Wallis den nach ihm benannten Archipel der Wallis-Inseln.
Bereits ab 1842 gab es Bestrebungen, Wallis und Futuna unter den Schutz Frankreichs zu stellen, was von Frankreich zunächst jedoch abgelehnt wurde. Separate Protektoratsabkommen wurden schließlich am 19. November 1886 mit Königin Amelia von Wallis und am 29. September 1887 mit den beiden Königen von Futuna vereinbart. Am 5. März 1888 wurde das vereinigte Protektorat der Inseln Wallis und Futuna durch Entscheidung des französischen Kolonialministeriums (Ministre des Colonies) etabliert.
In einer Volksbefragung am 27. Dezember 1959 stimmte die Bevölkerung der Inseln mit 94,4 % für die Eingliederung in die Französische Republik. 1961 erhielt Wallis und Futuna den Status eines Übersee-Territoriums (territoire d’outre-mer) nach Artikel 74 der Verfassung, die Einwohner wurden französische Staatsbürger. 2003 ersetzte eine Verfassungsänderung die Bezeichnung territoire d’outre-mer durch collectivité d’outre-mer; für Wallis und Futuna brachte dies keine konkreten Veränderungen.

## Politik

### Politisches System
Das politische System beruht auf der Verfassung vom 29. Juli 1961.
Die Legislative Wallis und Futunas ist die Territorialversammlung von Wallis und Futuna mit 20 Mitgliedern. Sie wird in den Artikeln 40 bis 50 der Verfassung Wallis und Futunas mit der Gesetzgebung beauftragt. Die Legislaturperiode beträgt fünf Jahre, jeder Distrikt hat eine unterschiedliche Anzahl an Abgeordneten. Die Königreiche Alo und Sigave bestehen aus je einem Distrikt, Uvea aus drei Distrikten. Die Abgeordneten ziehen für die Distrikte über Listen ein. In der Territorialversammlung sind derzeit 4 Fraktionen vertreten, der Rest der Abgeordneten gehört entweder den divers droite oder divers gauche an. Es gibt derzeit eine rechts-orientierte Koalition und eine links-orientierte Opposition im Parlament.
Aus der Territorialversammlung heraus wird der Präsident der Territorialversammlung von Wallis und Futuna gewählt. Ihm stehen ein Vizepräsident und 2 Sekretäre zur Seite. Dieses Büro der Territorialversammlung (französisch Bureau de l’Assemblée Territoriale) nimmt die Regierungsfunktionen wahr; somit ist der Präsident der Territorialversammlung der Regierungschef des Überseegebiets. Neben der Regierung sind auch die acht Ausschüsse (ein permanenter Ausschuss und sieben Fachausschüsse) damit beauftragt, Entwürfe für Gesetze und Beschlüsse einzubringen. 
Der amtierende französische Staatspräsident, derzeit Emmanuel Macron, ist Staatsoberhaupt Wallis und Futunas. Er wird durch den von ihm ernannten Administrateur Supérieur von Wallis und Futuna vertreten. Dieses Amt hat seit dem 11. Januar 2021 Hervé Jonathan inne.

### Justiz
Das Gericht erster Instanz umfasst das gesamte Territorium. Außerdem gibt es ein Arbeitsgericht. Der eine Richter Wallis und Futunas hat seinen Sitz in Mata Utu. Das Berufungsgericht in Nouméa in Neukaledonien ist auch für Wallis und Futuna zuständig. Generell wird das französische Recht angewandt, das durch den Vertreter des Staatspräsidenten von Frankreich, den Administrateur Supérieur, vertreten wird. Eine Besonderheit in Wallis und Futuna ist, dass die drei traditionellen Könige auch im judikativen Bereich einige Befugnisse behalten. So wird von ihnen in einigen Strafverfahren die eigene traditionelle Rechtsprechung angewandt, während schwerere Straftaten unter das französische Recht fallen und von dem Gericht erster Instanz in Mata Utu behandelt werden. Diese Teilung führte bereits zu Auseinandersetzungen und zur politischen Krise in Uvea 2005.

### Könige
Wallis und Futuna besteht aus drei traditionellen Monarchien: Uvea (auf Wallis), Alo (auf Futuna und Alofi) und Sigave (auf Futuna). Sie sind offiziell für die Verwaltung der niedrigen Verwaltungsebenen beauftragt und erhalten eine Finanzierung durch den französischen Staat. Die Könige werden von den königlichen und adligen Familien ernannt. Jeder König ernennt einen Premierminister und weitere Minister zur Unterstützung. Derzeitige Amtsinhaber sind der König von Uvea, Patalione Kanimoa, der König von Alo, Lino Leleivai, und der König von Sigave, Eufenio Takala.

### Außenpolitik
Wallis und Futuna ist mit einem Abgeordneten (Wahlkreis Wallis und Futuna; seit 2022 Mikaele Seo) und einem Senator (seit 1998 Robert Laufoaulu, 2008 und 2014 wiedergewählt) in den beiden Kammern des französischen Parlaments vertreten und stellt zusammen mit Neukaledonien und Französisch-Polynesien ein Mitglied des Europäischen Parlaments (seit 2009 Maurice Ponga aus Neukaledonien, 2014 wiedergewählt).
Anders als sonst in französischen Gebieten im Pazifik gibt es in den mehr als 200 km voneinander entfernt liegenden Inselgruppen kaum Autonomiebestrebungen. Wallis und Futuna gehört nicht der Europäischen Union an, ist aber als eines der Überseeischen Länder und Hoheitsgebiete mit dieser assoziiert. Wallis und Futuna gehört auch nicht zum Schengen-Raum.

#### Delegationen
Wallis und Futuna unterhält drei Auslandsdelegationen, die die Interessen des Überseegebiets vertreten. Alle drei Auslandsdelegationen befinden sich auf französischem Staatsgebiet. Bei den Auslandsvertretungen handelt es sich um die Delegation Wallis und Futunas in Nouméa (Neukaledonien), die Delegation Wallis und Futunas in Papeete (Französisch-Polynesien) und die Delegation Wallis und Futunas in Paris (Frankreich).

## Wirtschaft
Wallis und Futuna verfügt nur über sehr begrenzte natürliche Ressourcen. Die Inseln sind vor allem durch traditionelle Subsistenzwirtschaft geprägt, die in Form des Anbaus von Kokosnüssen und Gemüse, der Viehhaltung (meist Hausschweine) und der Fischerei etwa 40 % zur Versorgung der Bevölkerung beiträgt. Lediglich etwa 30 % der Bevölkerung im Erwerbsalter befinden sich in einem bezahlten Arbeitsverhältnis. Von diesen wiederum sind lediglich etwa 30 % im privaten Sektor beschäftigt, 70 % arbeiten im öffentlichen Sektor. Das Bruttoinlandsprodukt von Wallis und Futuna wird nicht regelmäßig statistisch erhoben. Die neuesten verfügbaren Zahlen weisen für 2005 ein BIP von 18 Mrd. CFP-Franc (etwa 151 Mio. Euro) aus, das entsprach 10.148 Euro pro Kopf der Bevölkerung.
Wichtige Wirtschaftszweige sind Landwirtschaft mit Viehzucht und Fischerei, Handel, Kunsthandwerk und die vor allem durch staatliche Infrastrukturprojekte stimulierte Bauwirtschaft. Der Tourismus ist trotz des vorhandenen Potentials (Korallenriffe, Naturschönheiten, traditionelle Kultur) nur schwach entwickelt. Auf Wallis gibt es vier Beherbergungsbetriebe mit insgesamt etwa 50 Zimmern; zwei kleine Hotels mit zusammen elf Zimmern befinden sich auf Futuna. Die Abgelegenheit der Inseln verbunden mit hohen Transport- und Lebenshaltungskosten sowie fehlende touristische Infrastruktur haben bisher eine bessere Positionierung von Wallis und Futuna als Reiseziel verhindert.
Die Erzeugung elektrischer Energie belief sich 2016 auf 20.104 MWh; davon entfielen 16.768 MWh auf Wallis und 3.336 MWh auf Futuna.
Der Außenhandel von Wallis und Futuna ist gekennzeichnet durch ein extremes Ungleichgewicht zwischen den Importen und den praktisch nicht vorhandenen Exporten. So standen im Jahr 2016 Importen von rund 44,6 Mio. Euro Exporte von lediglich etwa 15.000 Euro (Meeresprodukte und Erzeugnisse des Kunsthandwerks) gegenüber. Wichtigster Handelspartner ist Frankreich mit einem Importanteil von 20,1 %, gefolgt von Singapur (14,3 %), den übrigen Ländern der Europäischen Union (11,3 %), Fidschi (8,2 %), Neukaledonien (8,1 %), Neuseeland (8,0 %), Australien (7,4 %) und der Volksrepublik China (6,3 %).
Wallis und Futuna ist auf finanzielle Hilfe aus dem Ausland, insbesondere aus dem Mutterland Frankreich, angewiesen. Mit Frankreich werden im Fünfjahresrhythmus contrats de développement abgeschlossen; mit dem Vertrag für den Zeitraum von 2012 bis 2016 wurden Entwicklungshilfeleistungen in Höhe von 41,8 Mio. Euro vereinbart. Weitere Mittel in vergleichbarer Höhe werden von der EU aus dem Europäischen Entwicklungsfonds für Infrastrukturprojekte zur Verfügung gestellt. Demgegenüber betrugen die eigenen fiskalischen Einnahmen von Wallis und Futuna im Jahr 2016 lediglich knapp 20 Mio. Euro. Diese bestehen zum größten Teil aus Einfuhrabgaben und Verbrauchssteuern. Direkte Steuern existieren kaum; so gibt es zum Beispiel keine Steuern auf Einkommen oder Unternehmensgewinne. Der finanzielle Gesamtbeitrag des französischen Staats zur Ökonomie des Gebiets belief sich 2016 auf rund 105 Mio. Euro. Die Schwäche der Wirtschaft und des Arbeitsmarkts von Wallis und Futuna bewirkt seit Jahren eine starke Abwanderung der jungen Bevölkerung insbesondere nach Neukaledonien.
Währung ist der auch in Französisch-Polynesien und Neukaledonien verwendete CFP-Franc (XPF), der mit einem Kurs von 1000 XPF = 8,38 EUR fix an den Euro gebunden ist.

### Wirtschaftskultur
Traditionell ist der Warentausch unter den Familienmitgliedern verbreitet, der Verkauf der Waren und ein damit verbundenes Profitstreben ist unüblich. Es wird erwartet, dass derjenige in der Familie, der mehr hat, den anderen davon abgibt. Das Ansehen einer Person richtet sich nicht nach deren Reichtum, sondern nach deren Fähigkeit Güter an andere zu vergeben. Daher wird in der wallisischen und futunischen Gesellschaft keine Anhäufung von Reichtum und Thesaurierung praktiziert. In der wallisischen Sprache gibt es weder ein Wort für Reichtum noch für Geld.

## Medien
Vom französischen Programmanbieter Outre-mer La 1ère werden Rundfunk- und Fernsehprogramm als Livestream zur Verfügung gestellt. Diese können in guter Qualität auch in Europa empfangen werden.

## Infrastruktur
Das Straßennetz besteht aus etwa 100 km Hauptstraßen (routes territoriales), die nur zum Teil befestigt sind, sowie einigen Nebenstraßen.
Wallis und Futuna ist durch drei Häfen mit der Außenwelt verbunden: Auf Wallis befinden sich der von 2010 bis 2013 mit finanzieller Hilfe der EU umgebaute und erweiterte Hafen von Mata Utu sowie der Öl- und Flüssiggaspier von Halalo. Auf Futuna liegt der Hafen von Leava, der seit 2016 mit einem geplanten Budget von 15 Mio. Euro ebenfalls saniert wird.
Sowohl auf Wallis als auch auf Futuna gibt es jeweils einen Flughafen. Der Flughafen Wallis Hihifo auf Wallis ist der internationale Flughafen des Territoriums, der von Mittelstreckenflugzeugen von der Größe eines Airbus A320 oder einer Boeing 737 angeflogen werden kann. Der Flughafen von Futuna liegt an der Südostspitze der Insel bei Pointe Vele und kann nur von kleinen Flugzeugen (Beechcraft 200, de Havilland Twin Otter) genutzt werden. Seit einiger Zeit ist hier ein Ausbau vor allem im technischen Bereich (Installation einer Beleuchtung der Piste) geplant; die Arbeiten sind bisher (Stand 2016) nicht aufgenommen worden. Der Regionalverkehr zwischen Wallis und Futuna wird ebenso wie die derzeit einzige internationale Verbindung zwischen Wallis und Nouméa (Neukaledonien) exklusiv von der neukaledonischen Aircalin bedient.

## Sport
Die Fußballauswahl von Wallis und Futuna ist die offizielle Fußballnationalmannschaft des Überseegebiets. Sie ist weder Mitglied der OFC noch der FIFA und daher auch bei Qualifikationen zu Weltmeisterschaften und OFC-Meisterschaften nicht teilnahmeberechtigt. Die Auswahl bestritt bisher nur Länderspiele gegen Mannschaften aus Ozeanien. Seit 1995 wurden keine Länderspiele mehr ausgetragen.
Die aus Futuna stammende Rugby-Union-Spielerin Manaé Feleu spielt seit 2021 auf der Position der Zweite-Reihe-Stürmerin in der französischen Rugby-Union-Nationalmannschaft und führte 2023 das Team als Kapitänin in das WXV-Turnier.